# 소해정

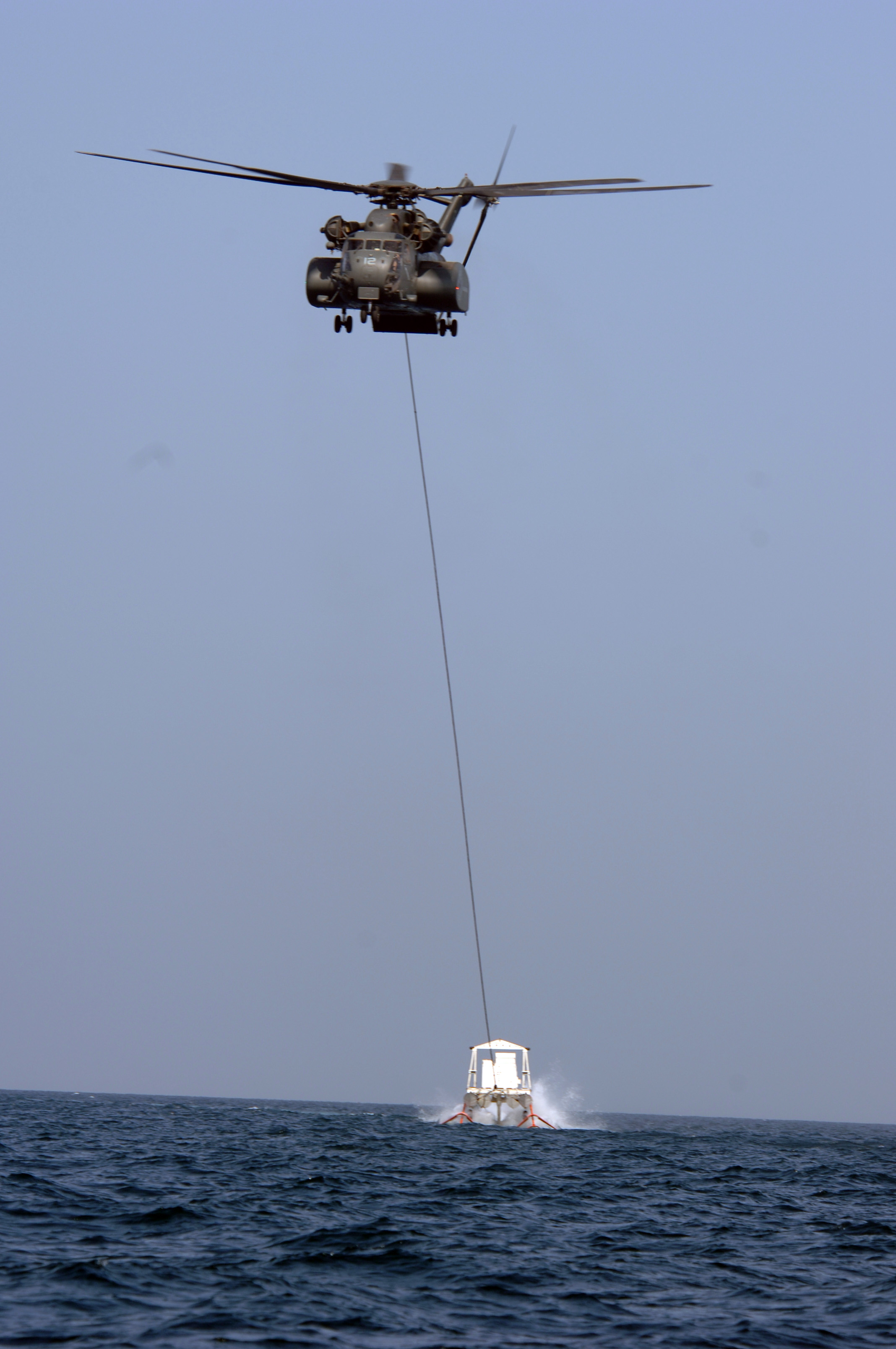

소해정(掃海艇)은 기뢰를 제거하여 해상 안전을 도모하는 작은 군함이다. 소뢰정(掃雷艇), 소해선(掃海船) 혹은 보다 크면 소해함(掃海艦)이라고도 한다. 소해정은 일반적으로 해군 임무를 펼치기 전에 기뢰를 감지하고 무효하게 만드는 일을 한다.